# Tower 25
La Tower 25, aussi connue sous le nom de White Wall, est un immeuble de grande hauteur situé au centre de Nicosie, la capitale de Chypre. Conçu par l'architecte Jean Nouvel, il est reconnu comme l'un des monuments emblématiques de Nicosie en raison de son design distinctif et de son emplacement central. Avec une hauteur de 62 mètres, Tower 25 se classe comme le vingt-deuxième plus haut bâtiment de Chypre en 2024.
Le rez-de-chaussée, les zones de mezzanine et les six premiers étages au-dessus sont occupés par des bureaux appartenant à Ernst & Young (EY). Les sept étages suivants sont constitués d'appartements résidentiels.
Une grande partie des appartements, y compris le penthouse, étaient déjà vendus avant le début de la construction. Le coût total du bâtiment était d'environ 25 millions d'euros, et sa construction était achevée au début de 2013.

## Emplacement
Le bâtiment surplombe les fortifications vénitiennes de la ville de Nicosie. Adjacent à la Place Eleftheria récemment réaménagée, conçue par l'architecte Zaha Hadid, il bénéficie de sa proximité avec les principales artères commerciales de la ville, à savoir l'avenue Makariou et l'Avenue Themistokli Dervi. Le positionnement stratégique du bâtiment vise à stimuler le développement le long de l'avenue circulaire entourant les murailles de la ville.

## Galerie

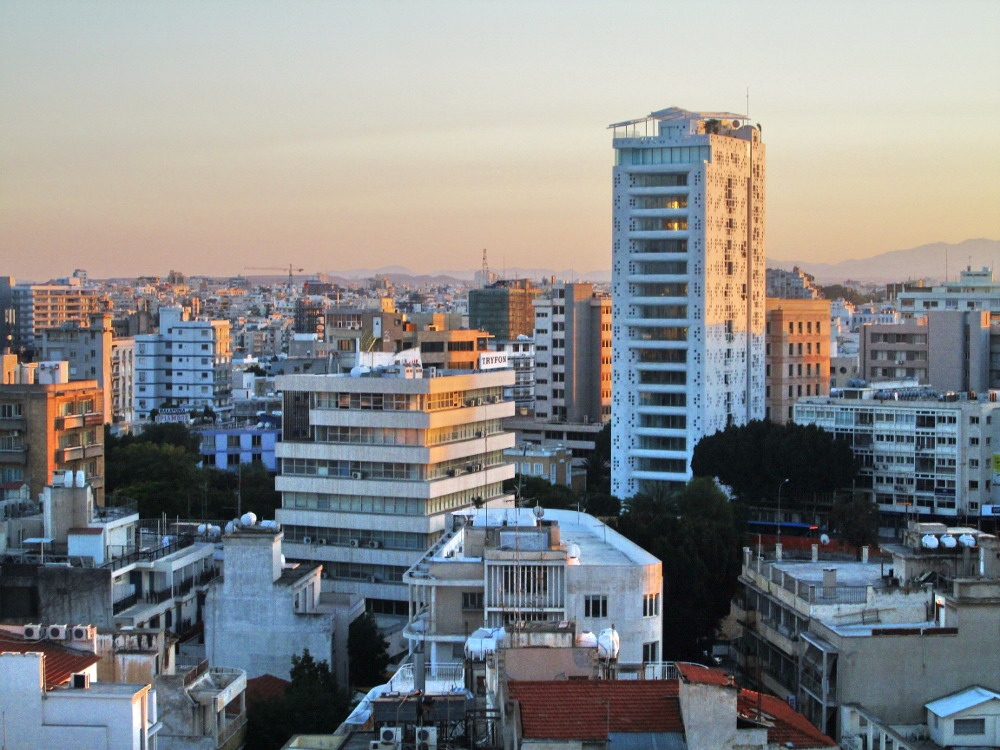
Vue panoramique de Nicosie avec Tower 25 au centre
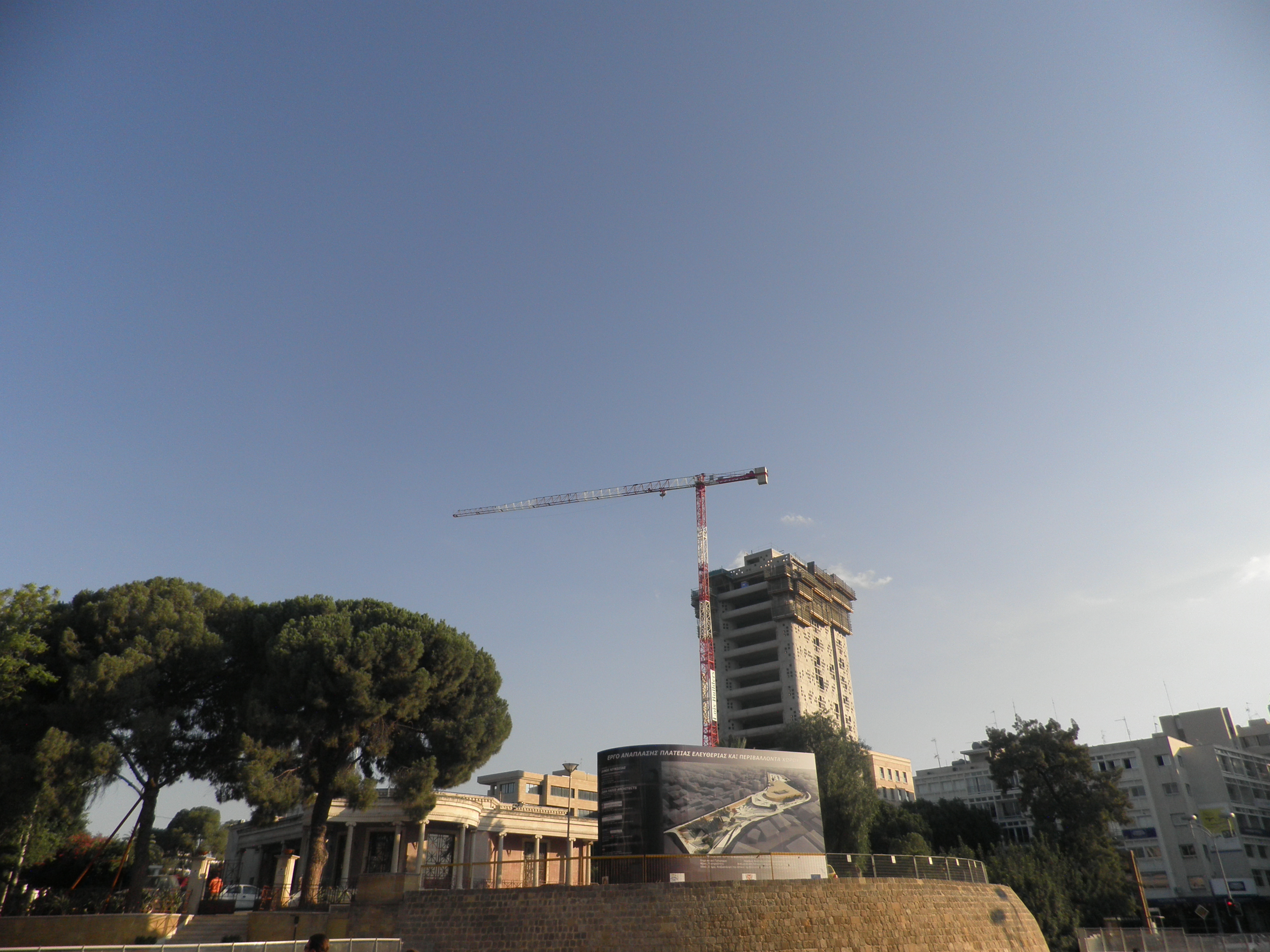
Vue de la place Eleftheria.
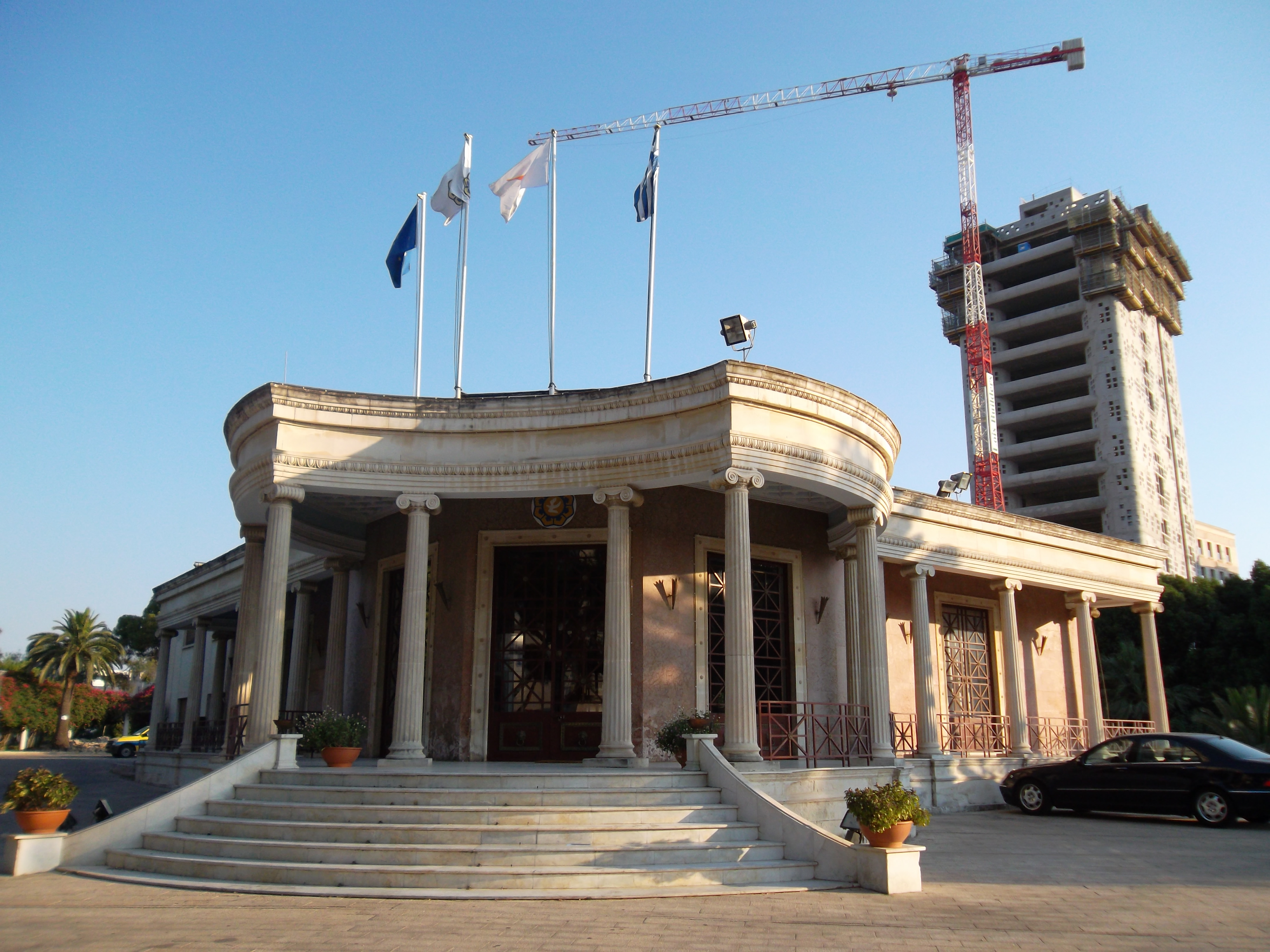
Hôtel de ville de Nicosie et Tower 25 vus depuis la place Eleftheria.
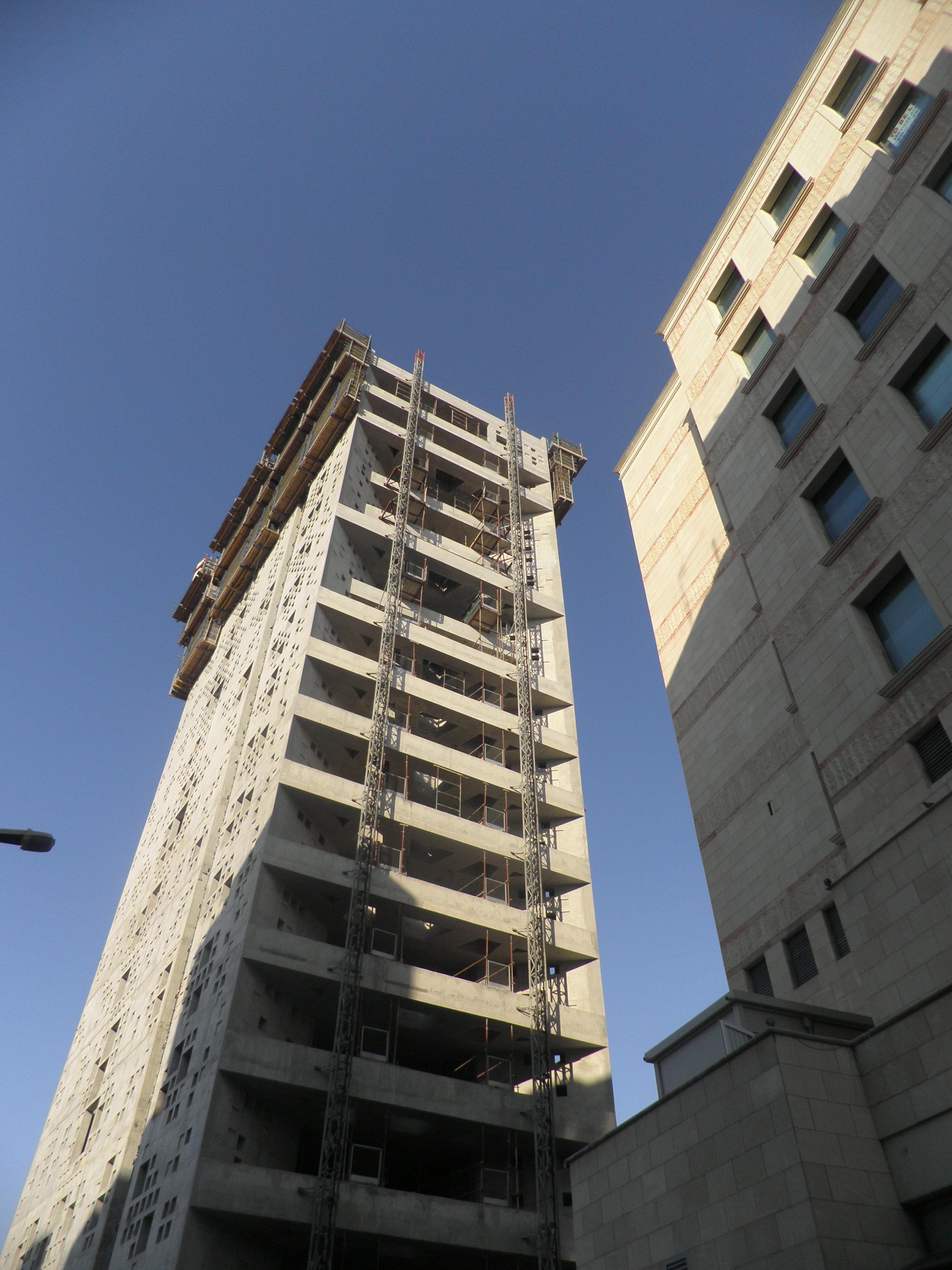
La Tower 25 vue depuis l'avenue Makarios.